# Jens-Uwe Bogadtke
Jens-Uwe Bogadtke (* 24. November 1957 in Ost-Berlin) ist ein deutscher Schauspieler und Synchronsprecher.

## Leben und Werk
Bogadtke studierte von 1979 bis 1982 Schauspiel an der Hochschule für Schauspielkunst Ernst Busch in Berlin. Sein Bühnendebüt gab er am 3. Oktober 1980 im Berliner Ensemble mit dem Stück „Blaue Pferde auf rotem Gras“ (Regie: Christoph Schroth). Seitdem spielte er an verschiedenen Berliner Bühnen, wie beispielsweise an der Volksbühne, Deutsches Theater, Berliner Ensemble, Theater im Palast. Er ist Mitbegründer des Theater im Palais (1991), wo er bis 2001 fest engagiert war. Dort arbeitet er auch weiterhin als Gast.
Parallel zu seiner Bühnenarbeit erfolgte ab 1981 seine Tätigkeit bei Film- und Fernsehproduktionen des Fernsehens der DDR. Dort debütierte er an der Seite von Ulrich Thein als Johann Agricola, Famulus von Martin Luther im gleichnamigen Fernseh-Mehrteiler (Regie: Kurt Veth). Bekanntheit erlangte er vor allem durch seine Mitwirkung in Walter Becks Märchenfilmen, wie Der Bärenhäuter (1986) und Froschkönig (1988), in denen er jeweils die Titelrolle gab, sowie Der Streit um des Esels Schatten (1990).
Seit der Wende konzentriert Bogadtke sich wieder verstärkt auf seine Theatertätigkeit (Theater am Rand, Theater im Palais), obwohl er gelegentlich auch als Gastschauspieler in Fernsehserien auftrat, so unter anderem auch in der ZDF-Serie Der letzte Zeuge.

## Filmografie (Auswahl)

### Schauspieler
- 1980: Blaue Pferde auf rotem Gras (Theateraufzeichnung)
- 1982: Berlin, hier bin ich (Fernsehfilm)
- 1983: Martin Luther (Fernsehfilm)
- 1983: Polizeiruf 110: Eine nette Person (Fernsehreihe)
- 1984: Erscheinen Pflicht
- 1986: Der Bärenhäuter
- 1987: Märkische Chronik (Fernsehfilm)
- 1987: Käthe Kollwitz – Bilder eines Lebens
- 1988: Ut mine Stromtid (Fernsehfilm)
- 1988: Froschkönig
- 1989: Der Bruch
- 1989: Grüne Hochzeit
- 1989: Der Streit um des Esels Schatten
- 1990: Flugstaffel Meinecke (Fernsehserie)
- 1990: Polizeiruf 110: Abgründe
- 1991: Polizeiruf 110: Thanners neuer Job
- 1994: Alte Seilschaften (Fernsehfilm)
- 1995: Polizeiruf 110: Im Netz
- 2001, 2005: Der letzte Zeuge (Fernsehserie)
- 2015: Das richtige Leben
- 2024: Unsichtbarer Angreifer
- 2025: Oben ohne

### Synchronsprecher
- 1968: Für Antonio Pica in Ein Schuss zuviel als Sheriff (Synchro im Jahr 2003)
- 1976: Für Howard Platt in Der Supermann des Wilden Westens als Vishniac (2. Synchro im Jahr 2007)
- 1985: Für Tchéky Karyo in Liebe und Gewalt als Micky (Synchro im Jahr 1993)
- 1995: Für Craig Sheffer in Erbarmungslos gehetzt als Jack Cooper
- 2005: Für Ryan Brooks in Drop Dead Sexy als Rüpel
- 2007: Für Patrick St. Esprit in Desperate Housewives als Detective Berry (Fernsehserie)
- 2009–2010: Für Mark Pellegrino in Lost als Jacob
- 2013: Für Ryland Alexander in The Ark – Wir sind nicht allein als Marietta
- 2021: Für Zahn McClarnon in Hawkeye als William Lopez
- 2023: Für Richard Dormer in Secret Invasion Agent Prescot
- 2024: Für Zahn McClarnon in Echo als William Lopez

## Theater
- 1980: Michail Schatrow: Blaue Pferde auf rotem Gras – Regie: Christoph Schroth (Berliner Ensemble)
- 1986: Ferdinand Bruckner: Heroische Komödie (Leutnant Rocca) – Regie: Barbara Abend (Theater im Palast (TiP))
- 1988: Maxim Gorki: Wassa Schelesnowa (Pawel) – Regie: Barbara Abend (Theater im Palast (TiP))
- 1992: Patrick Hamilton: Gaslicht (Krimiautor Rough) – Regie: Barbara Abend (Theater im Palais)

## Hörspiele
- 1990: Lew Lunz: Die Stadt der Gerechtigkeit (Wanja) – Regie: Peter Groeger (Hörspiel – Funkhaus Berlin)
- 1997: Holger Siemann: Mein Leben als Toter (Eckart) – Regie: Christa Kowalski (Hörspiel – DW)
- 2004: Holger Siemann: Mordspiel (Ausrufer) – Regie: Christa Kowalski (Kriminalhörspiel – RBB)